# Jan Čapek ze Sán
Jan Čapek ze Sán (okolo 1390? Sány u Kolína – 1452? Hukvaldy) byl husitský polní hejtman a vrchní hejtman polního vojska sirotků v letech 1431–1434 během období husitských válek. V jejich čele se zúčastnil mnoha bitev a spanilých jízd.

## Život

### Mládí
Narodil se nejspíše ve středočeských Sánech nedaleko Kolína, odkud je odvozen jeho přídomek, asi jako příslušník nižší šlechty. 

### Válečná tažení
V počátcích husitských válek začal působit jako husitský hejtman a postupně vojensky získal pod svou kontrolu oblast v severních Čechách se sídlem na hradě Ralsko. V roce 1427 vytáhl v čele velkého uskupení sirotčích vojsk do Slezska, byl však Slezany poražen v bitvě u Náchoda a musel se vrátit.

### V Horních Uhrách
V roce 1431 vytáhl v čele sirotků a společně s tábority do Horních Uher (pozdější Slovensko). Výprava byla zpočátku velmi úspěšná, ale navzdory původnímu očekávání se protáhla. Proto táborité odtáhli domů, zatímco sirotci pokračovali v tažení jižním Slovenskem. Podařilo se jim získat mnoho kořisti, ale při návratu bylo vojsko s vrchovatě naloženými vozy zaskočeno a poraženo uherskou jízdou při přechodu Váhu u Ilavy. Bojovníci v pochodovém útvaru nestačili dostatečně uzavřít vozovou hradbu a Uhři pronikli dovnitř jejich útvaru. Sirotci se pak na svém ústupu podruhé srazili s Uhry o několik dní poté v bitvě u Bánova. Jan Čapek ze Sán utrpěl zdrcující porážku, jednu z největších, která husity potkala. Ztratil veškerou kořist, vozy i pěchotu, zachránila se pouze jízda. U Váhu zahynuly více než dvě třetiny jeho bojovníků.

### Spanilá jízda k Baltu

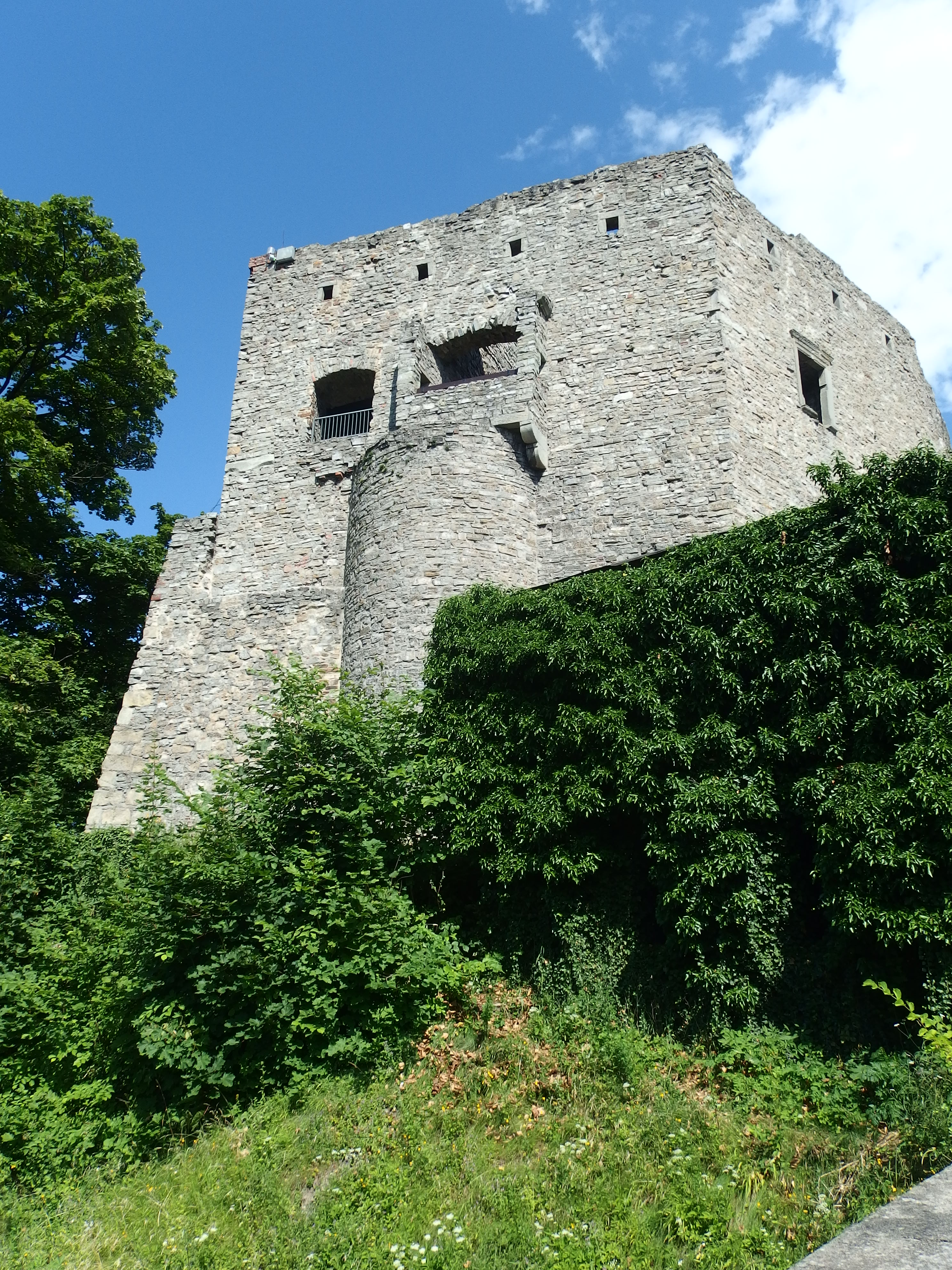
Hrad Hukvaldy

Naproti tomu skvělým vítězstvím skončila jím vedená husitská spanilá jízda roku 1433, kterou Čapek ze Sán vedl v roce 1433 na pomoc Polákům proti Řádu německých rytířů a která měla husitům zabezpečit polské spojenectví. Čeští bojovníci při ní dorazili až k Baltu. Čapek se při ní nicméně dopouštěl válečných krutostí - nechal zmasakrovat zajaté české žoldnéře ve službách Řádu. Polský král Vladislav II. Jagello pak Čapkovi daroval za jeho pomoc velblouda, kterého si hejtman přivedl na obléhání katolické Plzně. Plzeňští obránci mu však vzápětí provedli potupný žertík, když se při nečekaném výpadu zvířete zmocnili a odvedli si je do města. Čapek se od nich snažil velblouda marně vykoupit za 50 kop grošů, což byla cena výkupného za urozeného zajatce. Tuto epizodu dodnes připomíná vyobrazení velblouda na plzeňském městském znaku.

### Bitva u Lipan
V roce 1434 vedl Čapek v bitvě u Lipan jízdu spojených sil radikálních husitů proti koalici umírněných a katolíků. V této bitvě utrpěli radikálové zdrcující porážku, zachránila se pouze jízda. Někteří historici Čapkovi vyčítají, že svým jednáním donutil některé představitele sirotků bojovat na straně panské koalice a že on sám předčasným útěkem zradil své bratry a zavinil tak jejich porážku. Z toho mála, co víme o průběhu bitvy u Lipan, se však zdá být zřejmé, že bitva již byla ztracena a setrvání jízdy na bojišti by vedlo pouze k jejímu zničení. 
Po porážce u Lipan a rozpuštění sirotčích polních vojsk opustil Jan Čapek ze Sán území Čech a vstoupil do služeb polského krále. Později se na straně Vladislava III účastnil válek o nástupnictví v Uhrách, kde se střetl s Janem Jiskrou z Brandýsa. Od Mikuláše Sokola z Lamberka pak získal hukvaldské panství, kam ze severních Čech přesídlil. Po bitvě u Varny roku 1444 se však s Jiskrou smířil a vstoupil do jeho služeb. Tehdy patrně došlo ke sňatku jeho dcery Žofie s Jiskrovým spolubojovníkem Janem Talafúsem z Ostrova. Poslední záznamy o něm pocházejí z roku 1445. 

### Úmrtí
Zemřel patrně na Hukvaldech někdy kolem roku 1452. Záznamy z roku 1453 uvádí, že vdova po Janu Čapkovi Hedvika Petřvaldská prodala hukvaldské panství svému zeti Janu Talafúsovi.

## Charakteristika osobnosti
Jan Čapek ze Sán byl považován za velmi schopného polního hejtmana a jednoho z vůdců husitských radikálů. Jeho schopnosti však byly poněkud znehodnoceny jeho osobními vlastnostmi, z nichž asi nejvýraznější byly krutost, hrabivost, zbrklost a přehnané sebevědomí. Byl dvakrát ženat. Dceru Žofii z prvního manželství provdal za známého husitského vojevůdce, Jana Talafúsa z Ostrova. Jan Čapek zemřel kolem roku 1452. Jeho druhou manželkou byla Hedvika Petřvaldská, vdova po Janu z Kateřinic (obec nedaleko Hukvald). Svatba proběhla kolem roku 1445. Synové jmenované Hedviky, Jiřík a Mikoláš, pocházeli z jejího prvního manželství.